# Kate Grigorieva
Ekaterina Sergeyevna Grigorieva (Olenegorsk, 15 settembre 1988) è una supermodella russa.

## Biografia
Nata a Olenegorsk nel 1988 da una famiglia di militari, si è laureata in Marketing presso la Murmansk State Technical University. Ha preso parte al casting di Miss Russia 2010, ma non si è qualificata. Fece un secondo tentativo nel 2012 e riuscì ad arrivare tra le prime 10 finaliste. Nello stesso anno ha preso parte alla quarta edizione della Russia Next Top Model, è riuscì a firmare un contratto con un'agenzia di modelle, e successivamente si recò a New York.

## Carriera
Ha debuttato sul palcoscenico internazionale alla Fashion Week di New York, aprendo lo show di Donna Karan, e sfilando per Oscar de la Renta, Tory Burch, e Ralph Lauren. Da allora ha calcato le passerelle di Parigi e Milano, sfilando per etichette di alta moda come Givenchy Versace, Gucci, Dolce&Gabbana, Celine, Isabel Marant, Nina Ricci, Elie Saab, Roberto Cavalli, Alexander McQueen, Balmain, Giambattista Valli, Emanuel Ungaro, Moschino, Etro, Missoni, Emilio Pucci e altri. Aprì le collezioni Primavera/Estate 2015 di Dsquared2 e Stella McCartney. Entro la fine del 2014, è stata scelta dal sito models.com, come una delle migliori scoperte della stagione. Ha partecipato alle campagne pubblicitarie di M Missoni, H&M ed è apparsa nei cataloghi di Victoria's Secret.
Nel 2017 viene scelta come testimonial della campagna di Motivi primavera/estate, e nel mese di settembre sfila al Calzedonia Leg Show.

### Victoria's Secret
Il 2 dicembre 2014, Grigorieva ha fatto il suo debutto al di Victoria Secret Fashion Show 2014. Nell'aprile 2015 diventa una Victoria's Secret Angels, insieme ad altre nove modelle, anche se nei primi mesi del 2016 non le viene rinnovato il contratto da angelo. Nonostante ciò partecipa all'annuale sfilata anche nel 2016. Nel 2017, insieme ad altre quattro modelle, non le viene concesso il visto per la Cina, location scelta per lo show, dovendo rinunciare alla sfilata.

## Vita Privata
Il 9 luglio 2015 si sposa col fidanzato Alexander a San Pietroburgo, indossando un abito da sposa disegnato dallo stilista statunitense Zac Posen. Nel marzo 2016 la coppia annuncia la loro separazione.
Nell'aprile del 2018 ufficializza la relazione con il calciatore russo della Dinamo Mosca Anton Shunin. La coppia convola a nozze il 3 luglio dello stesso anno. Il 22 maggio 2020 nasce la loro prima figlia, Sophie. Shunin ha anche un figlio da una precedente relazione.

## Agenzie
- The Lions - New York, Los Angeles
- Oui Management - Parigi
- Monster Management - Milano
- Premier Model Management - Londra

## Campagne pubblicitarie
- H&M
- M Missoni A/I (2014)
- Moncler Gamme Rouge A/I (2015)
- Motivi P/E (2017)
- Polo Ralph Lauren (2016)
- Victoria's Secret Angel (2015-2016)
- Versace Eyewear A/I (2015)